# Station to Station
Vous lisez un « bon article » labellisé en 2019.
Albums de David Bowie
Young Americans
(1975) ChangesOneBowie
(1976)
Singles
1. Golden Years
Sortie : 21 novembre 1975
2. Station to Station
Sortie : 23 janvier 1976
3. TVC 15
Sortie : 30 avril 1976
4. Stay
Sortie : juillet 1976

Station to Station est le dixième album studio de David Bowie, sorti en janvier 1976 chez RCA Records.
Ce disque est enregistré durant une période difficile pour le chanteur : exilé à Los Angeles, il est plongé dans une paranoïa teintée d'occultisme, alimentée par son addiction à la cocaïne. Son état mental est si dégradé qu'il affirme par la suite n'avoir plus aucun souvenir des séances d'enregistrement. Il y développe son dernier personnage, le Thin White Duke (« Mince duc blanc »), un individu froid et hautain dont l'apparence est influencée par son rôle d'extraterrestre dans le film L'Homme qui venait d'ailleurs de Nicolas Roeg, sorti la même année.
Station to Station est généralement considéré comme un album de transition dans la carrière de Bowie. Musicalement, il s'inscrit dans la continuité des sonorités soul de Young Americans, paru l'année précédente, mais il intègre également des expériences avec les synthétiseurs et les rythmes motorik, sous l'influence de groupes allemands comme Kraftwerk ou Neu!. Il annonce ainsi la trilogie berlinoise que Bowie enregistre entre 1976 et 1979 avec la même section rythmique (Carlos Alomar à la guitare, George Murray à la basse et Dennis Davis à la batterie). Les paroles reflètent quant à elles l'intérêt du chanteur pour Friedrich Nietzsche, Aleister Crowley, les mythes et la religion en général.
Ce mélange de funk et de krautrock, d'occultisme et de ballades romantiques, constitue « l'un des albums de Bowie les plus accessibles et les plus impénétrables à la fois » selon ses biographes Roy Carr et Charles Shaar Murray. À sa sortie, il se classe dans les cinq meilleures ventes au Royaume-Uni et aux États-Unis, et la critique lui réserve un accueil très favorable. Il reste considéré par la suite comme l'un des meilleurs albums du chanteur.

## Histoire

### Contexte

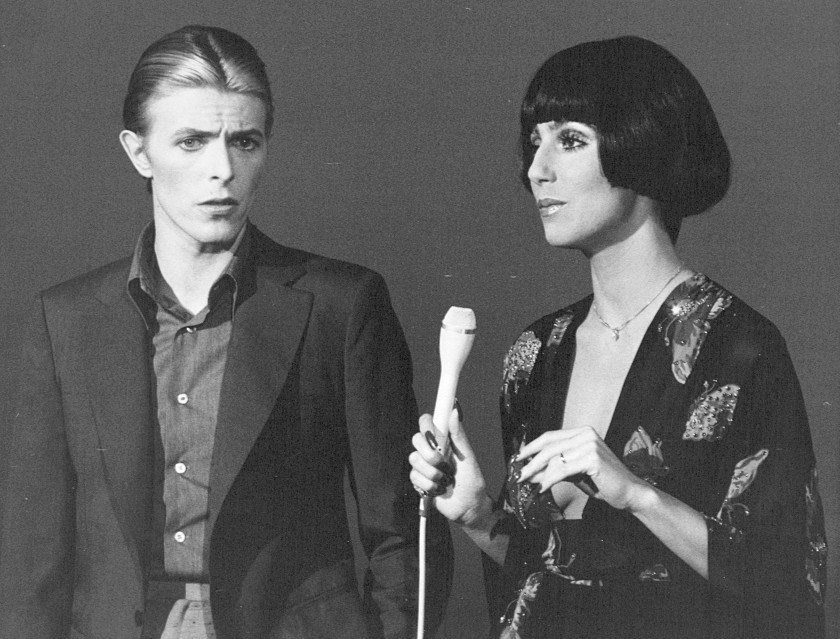
David Bowie avec Cher en 1975.

Installé à Los Angeles, David Bowie passe la majeure partie de la période 1975-1976 « dans un état de terreur psychique » selon son biographe David Buckley : il consomme des quantités « astronomiques » de cocaïne et ne se nourrit plus que de poivrons et de lait. Une interview du chanteur par Cameron Crowe, dont des extraits paraissent dans les magazines américains Playboy et Rolling Stone, alimente les rumeurs les plus folles : Bowie vivrait reclus dans une maison pleine d'antiquités égyptiennes, à la lumière de bougies noires ; il verrait des cadavres tomber par la fenêtre ; des sorcières voleraient son sperme ; il recevrait des messages secrets des Rolling Stones et serait terrorisé par Jimmy Page et sa passion pour l'occultiste anglais Aleister Crowley. Quelques années plus tard, Bowie dira de Los Angeles : « il faudrait rayer cette putain de ville de la surface du globe ».
Au cours de l'année 1975, Bowie tourne dans L'Homme qui venait d'ailleurs de Nicolas Roeg, film dont il interprète le personnage principal, un extraterrestre nommé Thomas Jerome Newton. Avec l'accord du réalisateur, il développe l'apparence de Newton : « cheveux écarlates et blonds avec une raie au milieu, veste et feutre ». Roeg le prévient que ce rôle risque de continuer à le hanter, ce qui se produit effectivement : l'allure fragile et hautaine de Newton se répercute sur son image publique. Entre les prises, le chanteur commence à rédiger une pseudo-autobiographie intitulée The Return of the Thin White Duke, « Le Retour du mince duc blanc ».
Dernier représentant d'une lignée de personnages incarnés par Bowie (Ziggy Stardust, Halloween Jack…), le Thin White Duke (« Mince duc blanc ») devient ainsi le porte-parole de Station to Station, voire du chanteur lui-même. Impeccablement vêtu d'une chemise blanche, d'un veston et d'un pantalon noirs, le « Duke » est un homme creux, qui chante des airs romantiques avec intensité sans rien ressentir lui-même : « un aristocrate dément », « un zombi amoral », « un surhomme aryen dépourvu d'émotion ». Bowie le décrit par la suite comme « un vilain personnage, assurément ».

### Enregistrement
Tour à tour intitulé The Return of the Thin White Duke ou Golden Years, l'album Station to Station est enregistré aux Cherokee Studios de Los Angeles à l'automne 1975,,. Pour la production, Bowie choisit de ne pas recourir à Tony Visconti, son collaborateur de longue date. Il fait appel à Harry Maslin, qui avait déjà travaillé avec lui sur les chansons Fame et Across the Universe de son précédent opus, Young Americans.
Le chanteur s'entoure d'une section rythmique qui l'accompagne jusqu'à la fin de la décennie : le batteur Dennis Davis et le guitariste rythmique Carlos Alomar, déjà présents sur Young Americans, sont rejoints par le bassiste George Murray. Bowie développe avec eux une méthode de travail qui reste la sienne jusqu'à l'album de 1980 Scary Monsters (and Super Creeps). Tout d'abord, Murray, Davis et Alomar enregistrent la base rythmique de la chanson, sur laquelle sont overdubbés dans un deuxième temps les parties de saxophone, de claviers et de guitare solo. Le chant n'est ajouté qu'à la fin,. Sur Station to Station, Bowie joue du saxophone, tandis que le piano est tenu par Roy Bittan du E Street Band, le groupe de Bruce Springsteen. Earl Slick, qui avait participé à Young Americans, assure les parties de guitare. Bowie explique : « J'ai tiré des choses assez extraordinaires d'Earl Slick. Je crois que l'idée de faire des bruits sur sa guitare, et des textures, plutôt que de jouer les bonnes notes, a séduit son imagination ». Pour Alomar, c'est « l'un des plus beaux albums que j'aie fait […] Nous avons tellement expérimenté dessus ». Harry Maslin confirme qu'une atmosphère de totale liberté créative règne dans le studio.
Quant à Bowie, il affirme n'avoir guère de souvenirs de l'enregistrement de l'album : « Je sais que c'était à L.A. parce que j'ai lu ça quelque part », déclare-t-il dans un entretien en 1997. Il n'est pas le seul à prendre de la cocaïne durant les sessions, comme l'explique Carlos Alomar : « si une ligne de coke peut t'aider à tenir jusqu'à huit heures du matin pour que tu puisses finir tes parties de guitare, tu fais ta ligne de coke, parce que ça te garde éveillé […] la coke va de pair avec l'inspiration ». Comme Bowie, Earl Slick déclare : « Mes souvenirs de l'album sont un peu flous – pour des raisons évidentes ! On était en studio et on faisait des heures dingues, beaucoup de nuits blanches. »

### Parution et accueil
La chanson Golden Years est éditée en 45 tours en novembre 1975, deux mois avant l'album. Selon la rumeur, Bowie se serait soûlé avant de l'interpréter dans l'émission de télévision américaine Soul Train, le 4 novembre. Ce segment sert de clip promotionnel officieux à la chanson. Le single se classe no 8 des ventes au Royaume-Uni et no 10 aux États-Unis, où il reste seize semaines dans le hit-parade, mais il constitue un avant-goût peu représentatif de l'album à venir, comme la chanson Rebel Rebel l'a été pour Diamond Dogs en 1974.
Le 33 tours Station to Station sort en janvier 1976. Le magazine américain Billboard considère que Bowie a « trouvé sa niche musicale » avec des chansons soul à succès comme Fame et Golden Years, mais que « la chanson-titre de 10 minutes traîne en longueur ». Pour NME, Station to Station est « l'un des albums les plus importants parus ces cinq dernières années ». Les deux magazines soulignent le caractère cryptique des paroles de Bowie. Dans Rolling Stone, Teri Morris voit l'album comme un retour au rock après l'interlude soul de Young Americans, mais elle met en doute la sincérité de ce retour et se demande si le chanteur compte réellement poursuivre dans ce genre.
Tout en rappelant que Bowie n'a « jamais été du genre à maintenir une quelconque continuité dans son travail ou dans sa vie », Richard Cromelin dresse pour le magazine Circus plusieurs parallèles entre Station to Station et la carrière passée de Bowie : la « densité » de The Man Who Sold the World, la « sensibilité pop » de Hunky Dory, la « dissonance et l'angoisse » de Aladdin Sane, les « percussions entraînantes » de Young Americans, et le « mysticisme juvénile » de Wild Eyed Boy from Freecloud. Il conclut en décrivant Station to Station comme « l'étape la plus ambitieuse du voyage tortueux de Bowie ».
Station to Station reste pendant trente-trois semaines dans le Billboard 200, classement des meilleures ventes d'albums aux États-Unis. Il se hisse jusqu'à la 3e place, ce qui constitue la meilleure performance d'un album de Bowie jusqu'à The Next Day, sorti trente-sept ans plus tard. Il est certifié disque d'or par la Recording Industry Association of America le 26 février 1976, ce qui correspond à 500 000 exemplaires vendus. Au Royaume-Uni, l'album reste dix-sept semaines dans le hit-parade, avec un pic à la 5e place. C'est la dernière fois qu'un album studio de Bowie se classe mieux aux États-Unis que dans son pays d'origine.
Le second single tiré de l'album est une version courte de TVC 15, sortie en mai 1976, qui se classe 33e au Royaume-Uni et 64e aux États-Unis. Le même mois paraît une version courte de Stay, pour promouvoir la compilation ChangesOneBowie, bien que la chanson n'apparaisse pas dessus. La sortie d'une version abrégée de la chanson-titre en France est également envisagée par la maison de disques, mais finalement abandonnée. En novembre 1981, alors que le contrat liant Bowie à RCA est sur le point de prendre fin, Wild Is the Wind est éditée en 45 tours pour promouvoir la compilation ChangesTwoBowie, avec Word on a Wing en face B. Un clip est réalisé à cette occasion par David Mallet. Le single atteint la 24e place du hit-parade britannique, où il se maintient pendant dix semaines.

### Tournée et controverse
Une fois les sessions pour Station to Station terminées, en décembre 1975, David Bowie commence à travailler sur la bande originale de L'Homme qui venait d'ailleurs avec le compositeur Paul Buckmaster. Bowie s'attend à être seul responsable de la musique du film, mais il apprend que cela ne sera pas le cas : « après avoir bouclé cinq ou six titres, on m'a dit que si je voulais bien proposer ma musique avec celles d'autres personnes […] et j'ai juste dit : « Merde, vous n'en aurez rien du tout. » J'étais tellement furieux, j'avais tellement travaillé dessus. » Néanmoins, Harry Maslin affirme que Bowie était « grillé » et n'aurait de toute façon pas pu produire une bande originale entière à lui tout seul. Épuisé et préoccupé par ses querelles avec son manager, Bowie finit par abandonner le projet. C'est l'ancien membre des Mamas and the Papas John Phillips qui réalise la bande originale. Du travail de Bowie ne subsiste qu'une seule pièce instrumentale qui, retravaillée pour l'album Low, devient la chanson Subterraneans.

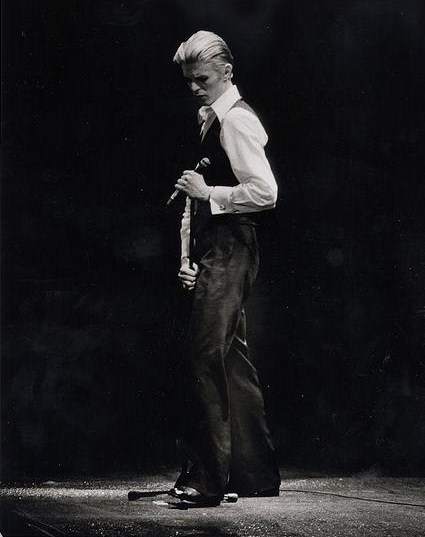
David Bowie sur scène à Toronto en février 1976, au début de la tournée Isolar.

Après la sortie de l'album, Bowie se lance dans la tournée Isolar, qui dure du 2 février au 18 mai 1976, avec soixante-quatre concerts dans douze pays. C'est la première fois depuis 1973 qu'il se produit en Europe. Il est accompagné par les mêmes musiciens que sur le disque, à l'exception du guitariste Earl Slick (brouillé avec Bowie), remplacé par Stacey Heydon, et du pianiste Roy Bittan (indisponible), remplacé par Tony Kaye. Les concerts débutent sur des extraits du film surréaliste de Luis Buñuel et Salvador Dalí Un chien andalou, accompagnés d'un enregistrement de Radioactivity de Kraftwerk. Sur scène, Bowie porte le costume habituel du Thin White Duke (chemise blanche, pantalon et veste noirs), un paquet de Gitanes dépassant ostensiblement de sa poche, et évolue à travers des « rideaux de lumière blanche » qui valent à la tournée son surnom de White Light Tour. En 1989, Bowie explique qu'il voulait « retrouver une sorte d'esthétique propre au cinéma expressionniste allemand […] et les éclairages de Fritz Lang ou Pabst, par exemple. Une allure de film en noir et blanc, mais avec une intensité presque agressive. Je crois que théâtralement, c'est la meilleure tournée que j'aie jamais faite ». Cette tournée est à l'origine d'un des bootlegs les plus célèbres du chanteur, provenant d'une diffusion radiophonique de son concert du 23 mars 1976 au Nassau Coliseum d'Uniondale, dans la banlieue de New York. Ce concert a finalement été publié de manière officielle en 2010 dans le cadre des rééditions de Station to Station, puis séparément en 2017 sous le titre Live Nassau Coliseum '76.
Durant la tournée, Bowie est pris à partie pour ses apparentes opinions pro-fascistes. Il avait déjà déclaré en 1974, sans être condamné à l'époque : « Adolf Hitler était l'une des premières stars du rock […] aussi bon que Jagger […] Il a mis en scène un pays tout entier ». Deux ans plus tard, une série d'incidents attire l'attention sur le chanteur. En avril 1976, il est arrêté par les douanes à la frontière entre la Pologne et la Russie en possession de souvenirs nazis. Le même mois, il déclare à Stockholm qu'un leader fasciste ferait du bien à la Grande-Bretagne. Par la suite, Bowie met ces erreurs de jugement sur le compte de la drogue et du personnage du Thin White Duke. La controverse atteint son paroxysme le 2 mai, peu avant la fin de la tournée, avec « l'incident de Victoria Station » : à son arrivée devant la gare à bord d'un cabriolet Mercedes à toit ouvrant, le chanteur salue la foule, mais une photo publiée dans le magazine musical NME donne l'impression qu'il fait un salut nazi. Le chanteur affirme avoir été capturé au milieu d'un salut normal, un point de vue soutenu par le jeune Gary Numan, présent dans la foule ce jour-là : « Réfléchissez. Si un photographe prend une série de clichés automatiques de quelqu'un qui fait signe, il y aura un salut nazi à la fin de chaque mouvement du bras. Il suffit qu'il y ait un con dans un magazine pour essayer d'en faire une montagne, et ç'a l'air grave. » Les stigmates de cette controverse persistent longtemps : la chanson It's No Game (en), parue quatre ans plus tard sur l'album Scary Monsters (and Super Creeps), y fait peut-être allusion dans le passage « To be insulted by these fascists/It's so degrading » (« Se faire insulter par ces fascistes/c'est tellement humiliant »).

### Postérité
Station to Station marque une étape de l'évolution de Bowie vers sa trilogie berlinoise, comme il l'admet en 2001 : « En termes de musique, Low et ses petits frères sont des suites directes de la chanson-titre ». Brian Eno, collaborateur de Bowie sur ces albums, confirme que Low est « essentiellement une suite de Station to Station ». Il a également eu une grande influence sur le courant post-punk. En 1981, Roy Carr et Charles Shaar Murray écrivent que « si Low était l'Album de Bowie avec un grand A pour Gary Numan, alors Station to Station était l'Album de Bowie avec un grand A pour Magazine ».
En 1999, le biographe David Buckley indique que « certains critiques considèrent, peut-être à contre-courant, [Station to Station] comme son meilleur disque ». La même année, Brian Eno le décrit comme « un des meilleurs albums de tous les temps ». En 2003, Rolling Stone le classe à la 323e position de sa liste des 500 plus grands albums de tous les temps. L'année suivante, il apparaît à la 80e place de la liste des 100 plus grands albums britanniques établie par The Observer. Le succès critique des rééditions de luxe de l'album parues en septembre 2010 témoigne de sa place prépondérante dans la discographie de Bowie.

## Caractéristiques artistiques

### Paroles et musique
Station to Station est souvent qualifié d'album de transition dans la carrière de David Bowie : Nicholas Pegg le situe « exactement à mi-chemin entre Young Americans et Low », tandis que pour Roy Carr et Charles Shaar Murray, il « divise clairement les années 70 de Bowie. Il boucle l'ère de Ziggy Stardust et de la plastic soul, tout en introduisant un avant-goût de la musique à venir sur Low ». Au sein de sa discographie, le parfum européen de Station to Station apparaissait déjà sur l'album Aladdin Sane (1973), notamment dans la chanson-titre ou Time, tandis que les éléments de funk et de disco constituent un développement de l'orientation soul et rhythm and blues de Young Americans. Le krautrock de groupes allemands comme Neu!, Can ou Kraftwerk constitue une influence marquée de l'album,.

L'Arbre de Vie de la Kabbale est un motif qui fascine Bowie à l'époque. Il est cité dans les paroles de Station to Station et une photo prise du chanteur le montre en train de dessiner l'Arbre à la craie sur le sol.

Les paroles écrites par Bowie reprennent des thématiques déjà abordés dans les chansons The Supermen (sur l'album The Man Who Sold the World, 1970) et Quicksand (sur l'album Hunky Dory, 1971) : le surhomme nietzschéen, l'occultisme d'Aleister Crowley, le nazisme, la légende du Graal ou encore la Kabbale,. Pegg décrit l'album comme « le cri d'une âme instable, tiraillée entre la cocaïne, l'occultisme et le christianisme ».
Première chanson enregistrée pour Station to Station, Golden Years est de style soul/funk dans la veine de Young Americans, mais plus tranchée ; ses paroles évoquent « le regret des occasions manquées et des plaisirs révolus ». Bowie affirme l'avoir écrite pour Elvis Presley, qui l'aurait refusée, tandis qu'Angie, son épouse à l'époque, prétend qu'il l'a écrite pour elle. Malgré son succès en 45 tours, Golden Years est rarement interprétée durant la tournée de promotion de Station to Station. Un deuxième titre d'inspiration funk apparaît un peu plus loin : Stay, dominée par le riff de guitare d'Alomar, dont les paroles reflètent peut-être « l'incertitude sous-jacente à la conquête sexuelle », ou bien « le faux romantisme du Duke ».
L'élément spirituel apparaît clairement sur Word on a Wing, qui est quasiment un hymne religieux. Pour Carr et Murray, la religion n'est pour le Duke qu'un autre moyen d'« éprouver son insensibilité », mais Bowie affirme que, sur cette chanson au moins, « la passion est sincère ». En 1999, alors qu'il l'interprète en concert, le chanteur la décrit comme provenant des « jours les plus sombres de mon existence […] je suis sûr que c'était un appel à l'aide ». La ballade qui clôture l'album, Wild Is the Wind, est parfois considérée comme l'une des meilleures performances vocales de la carrière de Bowie. Il décide de reprendre cette chanson de Johnny Mathis, enregistrée en 1956 pour le film Car sauvage est le vent, après avoir rencontré la chanteuse de jazz Nina Simone, qui l'avait interprétée en 1966.
Le morceau le plus enlevé de l'album, TVC 15, rappelle l'image de Thomas Jerome Newton avachi devant des douzaines d'écrans de télévision dans le film L'Homme qui venait d'ailleurs. Les paroles proviendraient d'une hallucination vécue par Iggy Pop sous l'effet de la drogue : il aurait cru voir sa petite amie se faire dévorer par un poste de télévision. Pour Carr et Murray, cette chanson « absurdement pétulante » constitue « l'hommage le plus détourné aux Yardbirds qu'il soit possible d'imaginer ».
La chanson-titre, qui ouvre l'album, annonce « une nouvelle phase d'expérimentation » pour Bowie. Elle se divise en deux parties : une marche lente et grave, dominée par le piano, suivie d'une section rock/blues plus rapide. En 1999, l'artiste déclare au magazine Uncut : « le croisement du R&B et de l'électronique est un de mes buts depuis Station to Station. » Bien qu'elle débute au son d'un train en approche, la chanson ne fait pas référence à une gare de chemin de fer, mais plutôt aux stations du chemin de croix, tandis que le vers « from Kether to Malkuth » fait référence aux Sephiroth de la Kabbale, mêlant ainsi symbolisme juif et chrétien. L'obsession de Bowie pour l'occulte apparaît également dans l'allusion aux « taches blanches » (« white stains »), expression qui est également le titre d'un recueil de poèmes ésotériques d'Aleister Crowley. Les paroles évoquent également l'addiction dont Bowie est la proie : « It's not the side effects of the cocaine / I'm thinking that it must be love » (« Ce n'est pas un effet secondaire de la cocaïne/je pense que ça doit être l'amour »). L'influence du krautrock est particulièrement forte sur ce morceau, qui constitue le présage le plus clair de la trilogie berlinoise de Bowie,.

### Pochette et photographie
La pochette de Station to Station est une image en noir et blanc tirée du film L'Homme qui venait d'ailleurs. Elle représente le moment où Thomas Jerome Newton pénètre à l'intérieur du vaisseau spatial qu'il a conçu afin de retourner sur sa planète d'origine. Cette image est inscrite dans un cadre blanc et surmontée du titre de l'album et du nom de l'artiste, qui apparaissent en lettres capitales rouges, sans espaces entre les mots. Nicholas Pegg et Matthieu Thibault soulignent que l'austérité de cette pochette illustre bien les sonorités froides et mécaniques dont Bowie fait usage sur l'album,.
À l'origine, la pochette devait être en couleur, mais Bowie refuse l'image choisie car il trouve que le ciel a l'air artificiel. Par conséquent, la pochette est réalisée en noir et blanc et n'inclut qu'un détail de l'image originale. Certaines rééditions de l'album au format CD optent cependant pour une version en couleur de l'image,.

## Fiche technique

### Chansons
Toutes les chansons sont de David Bowie, sauf mention contraire.

#### Album original
| 1. | Station to Station | 10:11 |
| 2. | Golden Years       | 4:00  |
| 3. | Word on a Wing     | 5:50  |

| 4. | TVC 15           |                                 | 5:31 |
| 5. | Stay             |                                 | 6:13 |
| 6. | Wild Is the Wind | Ned Washington, Dimitri Tiomkin | 6:00 |

#### Rééditions
Station to Station a connu cinq éditions au format CD : la première en 1985 chez RCA (pochette en noir et blanc), la deuxième chez Rykodisc en 1991 (pochette en couleur), la troisième chez EMI en 1999 (format remasterisé 24-bit) et la quatrième en 2007 au Japon. La réédition Rykodisc inclut deux titres bonus, enregistrés lors du concert donné par Bowie le 23 mars 1976 au Nassau Coliseum :
| 7. | Word on a Wing | 6:10 |
| 8. | Stay           | 7:24 |

Deux rééditions sont parues en septembre 2010 : une « édition spéciale » (3 CD) et une « édition deluxe » (5 CD +  1 DVD + 3 vinyles). L'« édition spéciale » comprend l'album original, transféré à partir des bandes analogues stéréo originales (CD 1) et l'intégralité du concert du 23 mars 1976 (CD 2 et 3).
L'« édition deluxe » comprend :
- CD 1 : le transfert 2010 de l'album
- CD 2 : le master CD de 1985
- CD 3 : les versions singles des chansons Golden Years, TVC 15, Stay, Word on a Wing (inédite au format CD) et Station to Station (inédite)
- CD 4 et 5 : Live Nassau Coliseum '76
- DVD 1 : le master analogue original de l'album (LPCM stéréo 96 kHz/24bit)
- DVD 2 : le mixage 5.1 de Harry Maslin (DTS 96/24 et Dolby Digital)
- DVD 3 : le master analogue original (LPCM stéréo)
- DVD 4 : le mixage de Harry Maslin (LPCM stéréo 48/24)
- Vinyle 1 : le transfert 2010 de l'album
- Vinyles 2 et 3 : Live Nassau Coliseum '76

Cette « édition deluxe » comprend également des reproductions de documents de l'époque (billet de concert, accès coulisses, photos de presse, objets du fan club de Bowie…). Ces deux rééditions ont été saluées par la critique à leur sortie.
Le coffret rétrospectif Who Can I Be Now? (1974–1976), publié en 2016, comprend une version remasterisée de l'album en plus du mixage de Harry Maslin et le Live Nassau Coliseum '76. Ce dernier a été également édité indépendamment en 2017.

### Interprètes
Suivant Pegg et O'Leary :
- David Bowie : chant, chœurs, guitare, saxophone, mélodica, Moog, Chamberlin, percussions, effets sonores
- Carlos Alomar : guitare solo, guitare rythmique
- Earl Slick : guitare solo, guitare rythmique
- Roy Bittan : piano, orgue ?
- George Murray : basse
- Dennis Davis : batterie, percussions
- Warren Peace : chœurs, percussions
- Harry Maslin : effets sonores, saxophone ?

### Équipe de production
- David Bowie : production
- Harry Maslin : production
- Steve Shapiro : photographie

### Classements et certifications

#### Classements hebdomadaires
| Classement                    | Meilleure position | Année |
| ----------------------------- | ------------------ | ----- |
| Allemagne (GfK Entertainment) | 91                 | 2016  |
| Australie (Kent Music Report) | 8                  | 1976  |
| Autriche (Ö3 Austria Top 40)  | 47                 | 2016  |
| Canada (RPM)                  | 12                 | 1976  |
| Écosse (OCC)                  | 57                 | 2016  |
| États-Unis (Billboard 200)    | 3                  | 1976  |
| France (SNEP)                 | 82                 | 2016  |
| Italie (FIMI)                 | 85                 | 2016  |
| Norvège (VG-lista)            | 8                  | 1976  |
| Nouvelle-Zélande (RIANZ)      | 9                  | 1976  |
| Pays-Bas (Mega Album Top 100) | 3                  | 1976  |
| Royaume-Uni (UK Albums Chart) | 5                  | 1976  |
| Suède (Sverigetopplistan)     | 11                 | 1976  |
| Suisse (Schweizer Hitparade)  | 65                 | 2016  |

| Classement                    | Meilleure position |
| ----------------------------- | ------------------ |
| Belgique (Flandre Ultratop)   | 43                 |
| Belgique (Wallonie Ultratop)  | 63                 |
| Écosse (OCC)                  | 29                 |
| France (SNEP)                 | 34                 |
| Italie (FIMI)                 | 64                 |
| Pays-Bas (Mega Album Top 100) | 47                 |
| Royaume-Uni (UK Albums Chart) | 26                 |
| Suède (Sverigetopplistan)     | 19                 |

#### Classements annuels
| Classement (1976)     | Position |
| --------------------- | -------- |
| États-Unis (Cash Box) | 79       |

#### Certifications
| Pays                  | Certification | Date             | Ventes certifiées |
| --------------------- | ------------- | ---------------- | ----------------- |
| Canada (Music Canada) | Or            | 1er février 1976 | 40 000            |
| États-Unis (RIAA)     | Or            | 26 février 1976  | 500 000           |
| Royaume-Uni (BPI)     | Or            | 9 août 2013      | 100 000           |